# Fiat 600 (2023)
El Fiat 600 es un crossover tipo SUV del segmento B producido por el fabricante italiano Fiat desde 2023, principalmente para el mercado europeo. Se presentó el 4 de julio de 2023, coincidiendo con el aniversario del Fiat 500 original. La versión híbrida suave con motor de gasolina salió a la venta en septiembre de 2023.

## Desarrollo

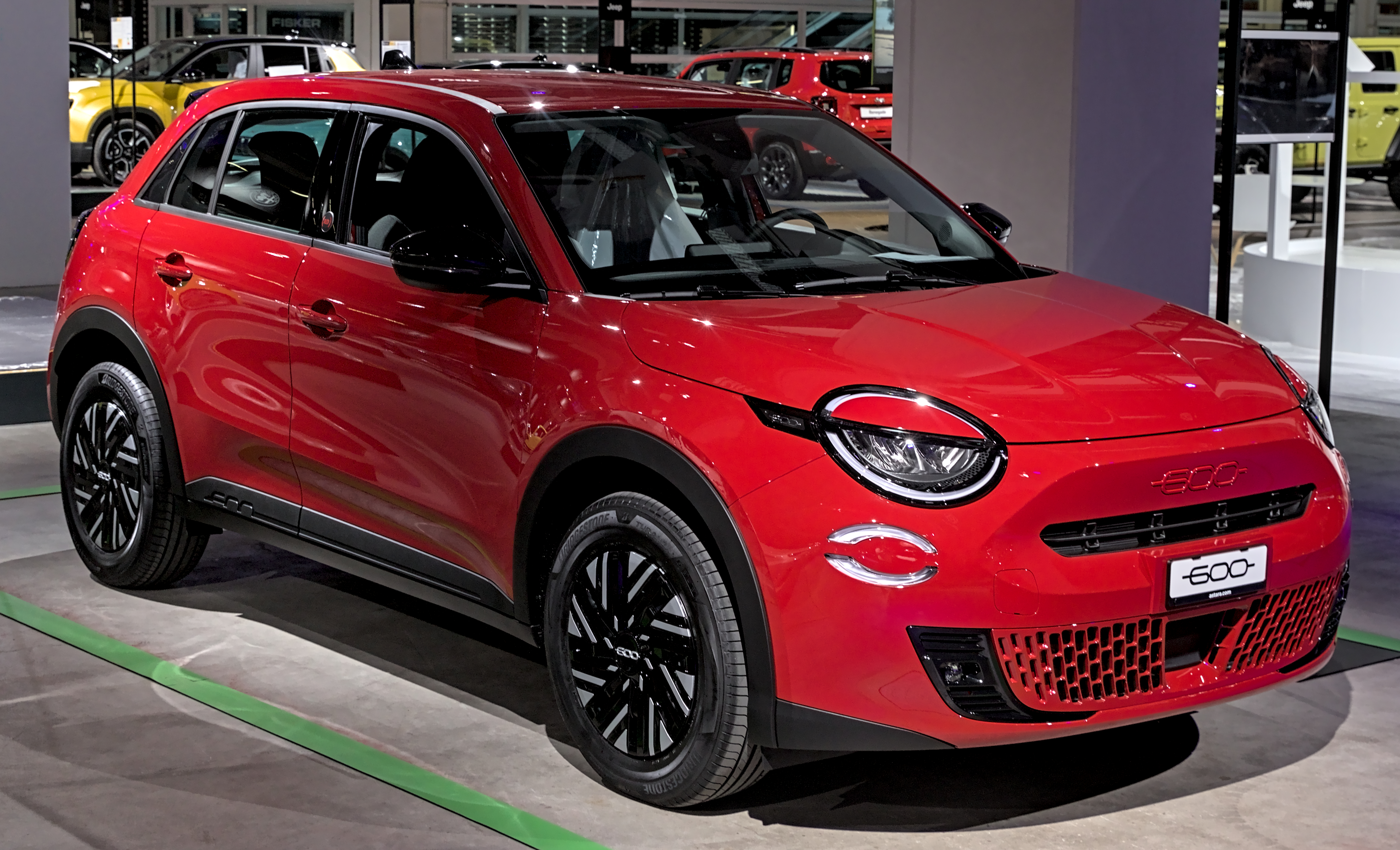
Modelo 2023 en el Salón del Automóvil de Zúrich

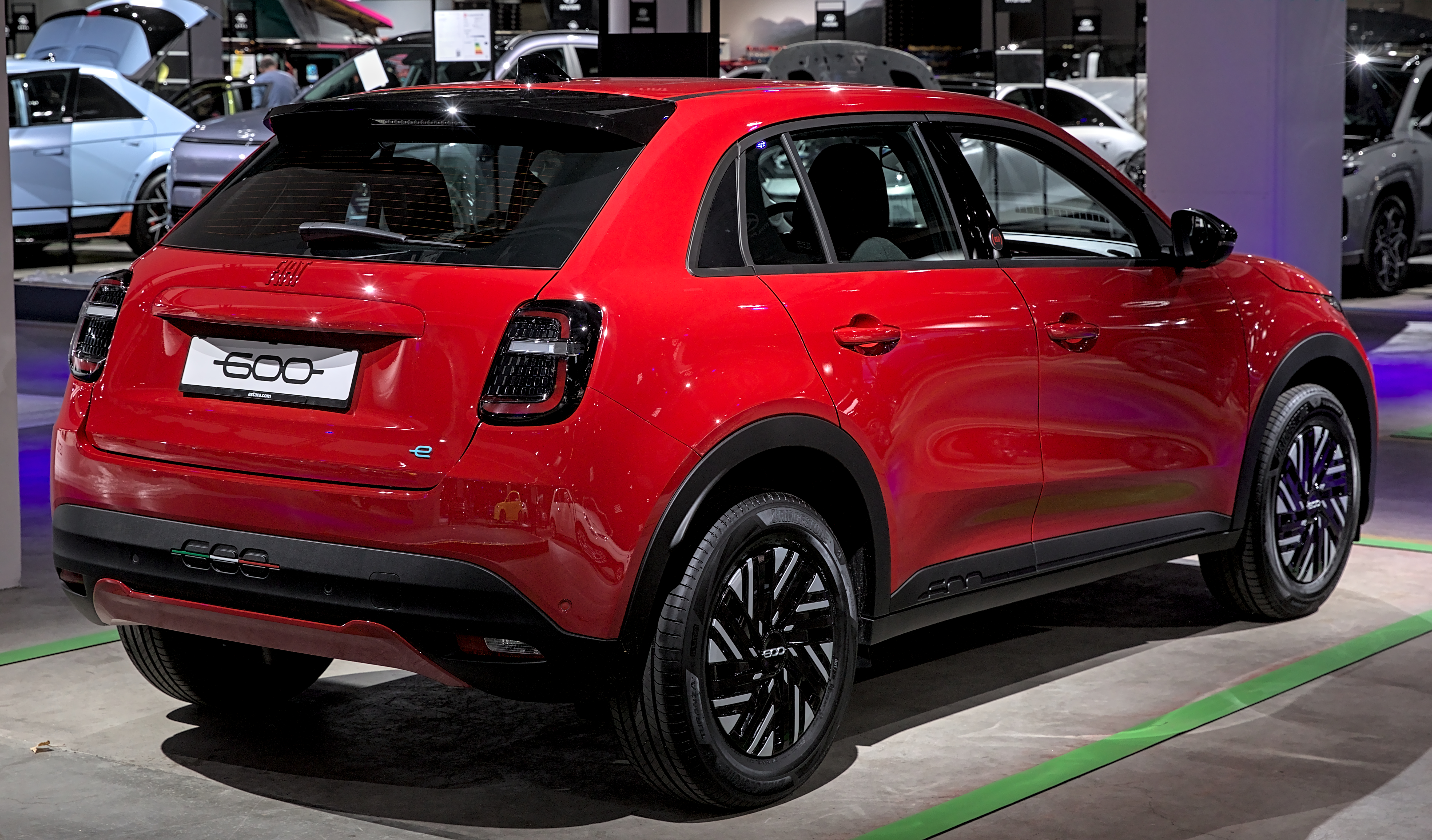
Vista lateral-trasera

El modelo retoma signos de identidad vintage, como las insignias de identificación 600 así como el render a la insignia de las 5 barras inclinadas a 45 grados y que FIAT como grupo industrial, tuvo como insignia de marca a nivel mundial durante más de tres décadas de 1970 a 2003. Siendo reinterpretadas en la actualidad con cuatro barras a 45 grados en colores de la bandera italiana, reflejándose con este anagrama en el frontal de los vehículos; las cuatro siglas de FIAT (Fabbrica Italiana Automobili Torino).
En 1997 se retomó el nombre de FIAT SEICENTO, para el modelo que substituiría al FIAT CINQUECENTO (deletreado ambos en letras en italiano), pero sin tener ambos modelos correlación alguna actual, ya que no tienen nada que ver con los vehículos producidos desde 2007 hasta la actualidad.
También como novedad de marca mundial, el modelo estrenaba el color naranja «SUN», a la par de que la marca realiza el enunciado de que FIAT retiraba el color gris de su gama de colores, como símbolo de LA DOLCE VITA.
Desarrollado bajo el código de proyecto F364 por FCA, el 600 se fabrica en Polonia junto con el Jeep Avenger con la plataforma PSA EMP1, un desarrollo de las arquitecturas de vehículos CMP de combustión interna y eCMP eléctrica desarrollada por Groupe PSA. No reemplaza directamente al 500X, ya que este permanecerá junto al Jeep Renegade en el mercado según FIAT hasta al menos el año 2026, fabricándose ambos en la planta más automatizada del mundo, denominada FIAT SATA. (Acrónimo de Sozietà Altamente Tecnificatta di Automobili), ubicada en Melfi. 
En el mercado de los Estados Unidos, después de que se descontinúe el Fiat 500X, este no sería reemplazado.

## Diseño

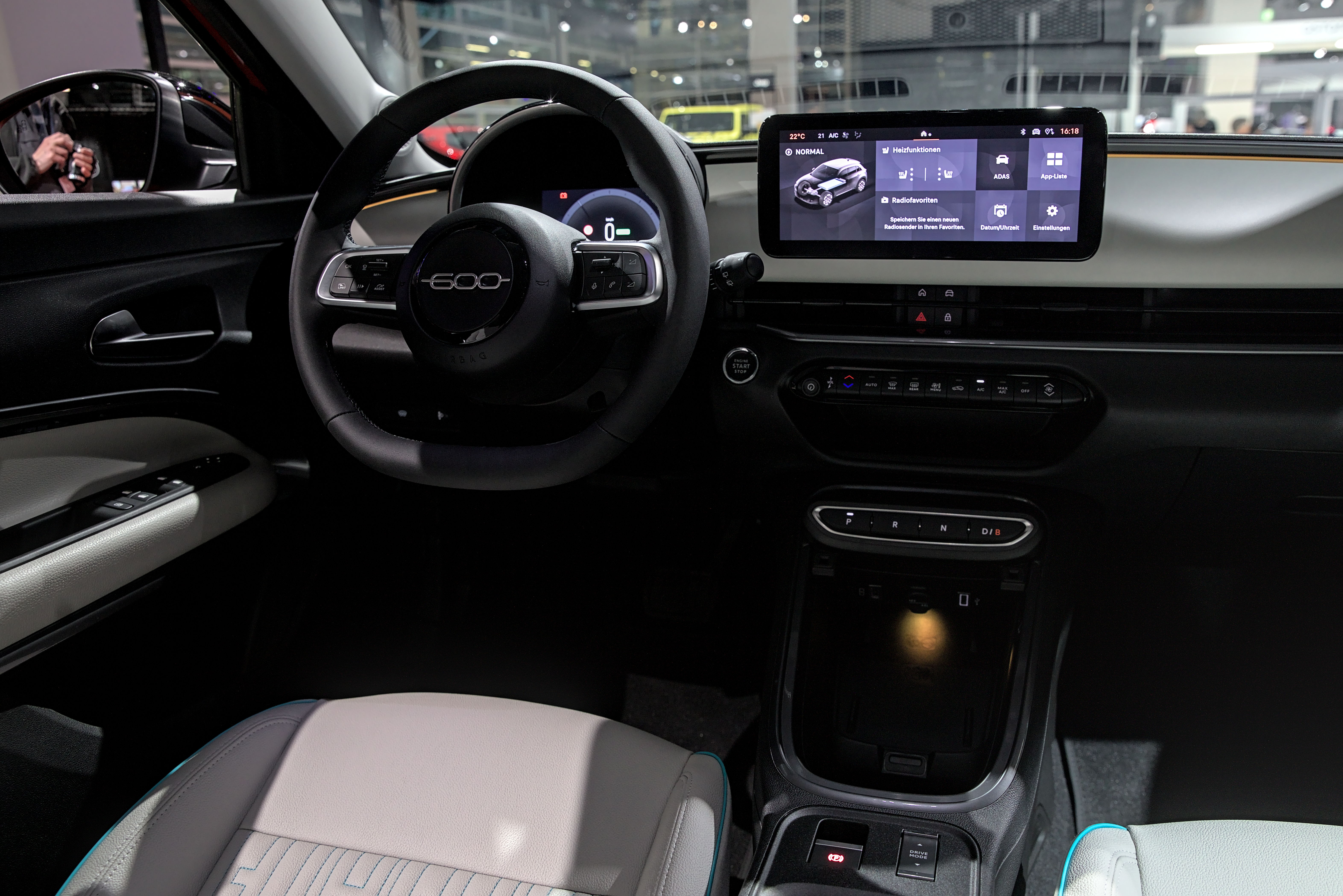
Vista del interior.

El 600 presenta señales de diseño similares a las del Fiat New 500, como faros delanteros circulares y una insignia 600 sobre la parrilla delantera.

### Tren motriz
El 600 está equipado con una batería de 54 kWh (194 MJ) que le otorga una autonomía estimada de 250 millas (402 km) bajo el ciclo de pruebas WLTP. La carga rápida de CC es posible a una tasa máxima de 100 kW (136 CV; 134 HP). Dispone de un único motor eléctrico de tracción accionando las ruedas delanteras, con una potencia máxima de 154 CV (152 HP; 113 kW). Estas especificaciones coinciden con las del Jeep Avenger, que es un vehículo de tracción delantera con un par máximo de 260 N·m (192 lb·pie).
Se esperaba que a mediados de 2024, se agregase a la gama una variante que portaría un sistema híbrido suave, mismo que ya se estaba comercializando en otros modelos del fabricante.